# 赫克爾 (密蘇里州)
赫克爾（英語：Hoecker）是位於美國密蘇里州米勒縣的非建制地區。

## 歷史
赫克爾的郵局於1904年設立，其後於1921年停運。

## 地理
赫克爾所處的海拔為高於海平面186米（即610英呎），而該地所採用的時區為UTC-6，即北美中部時區（CST）。同時該地設有夏令時間，為UTC-6調快一小時，即UTC-5（CDT）。